# Drafting documentation
Drafting documentation neboli „zpracování dokumentace“ je anglický termín, který charakterizuje v dnešní době stále více kladený důraz na efektivní vytváření podnikové dokumentace, tak aby byla v souladu se standardy moderního vedení podniku. Výkresová dokumentace již neslouží pouze pro účely výroby a vysvětlení problémů spojenými s výrobkem, ale snaží se danou problematiku zachytit z více stran. Dokumentace musí obsahovat veškeré informace tak, aby mohla být zároveň použitelná i pro účely interních a externích auditů, cenových kalkulací, skladového hospodářství, archivace, aj. Jedná se tedy převážně o 2D dokumentaci, kde je logickou formou zkresleno a načrtnuto vše, co je v průběhu vývoje daného výrobku zapotřebí zaznamenat a to takovým způsobem, aby byla dokumentace srozumitelná kdekoliv na světě.